# Eden Log
Eden Log (2007) ist ein dystopischer Science-Fiction-Film des Regisseurs und Koautors Franck Vestiel. Es handelt sich hierbei um dessen Regiedebüt. Der Film wurde vollständig mit Handheld-Kameras gedreht. In Deutschland wurde der Film erstmals am 29. März 2008 im Rahmen des Fantasy Filmfests gezeigt.

## Handlung
In einer unterirdischen Höhle erwacht Tolbiac nackt und vollkommen orientierungslos. Er weiß weder wer, noch wo er ist. Als er nach und nach zu Kräften kommt, beginnt er die Suche nach dem Ausgang und folgt dabei einer Route von einer Lichtquelle zur nächsten.
Nachdem er zunächst lediglich auf Leichen und nicht sehr aussagekräftige Videoinstallationen trifft, begegnet er einem Menschen, der mit einer Art Wurzel verwachsen zu sein scheint, jedoch noch am Leben ist und ihm mitteilt, er sei der Architekt dieses Labyrinths und dass alles jetzt zu Ende sei.
Als der Protagonist furchteinflößende Laute hört, wendet er sich ab und sucht weiter nach dem Ausgang. Dabei stößt er auf diverse Videoinstallationen, Laboratorien, mutierte Menschen und eine Botanikerin.
Gemeinsam suchen sie den Ausgang und arbeiten sich Ebene für Ebene nach oben. Als dieser gefunden und das Geheimnis um die Höhle fast gelöst erscheint, muss die Frau feststellen, dass sie ebenso vergiftet ist wie all die anderen mutierten Menschen. Deshalb geht sie zurück ins Labyrinth.
Es stellt sich heraus, dass das Labyrinth ein Wurzelsystem ist, das einen energieliefernden Baum mit Nahrung versorgt. Die Nahrung für den Baum wiederum sind Menschen. Tolbiac verbindet sich daraufhin mit dem Baum.

## Kritiken
Die Filmzeitschrift Cinema meinte, „der Düster-Look des Low-Budget-Regiedebüts ist spektakulär, zumindest in den Momenten, in denen man überhaupt etwas erkennen kann. Spannung und Erzählfluss tröpfeln dafür arg zäh daher“. – „Sieht schick aus, packt aber nicht so richtig.“ Jason Anderson bezeichnete Eden Log als einen der mutigsten und anspruchsvollsten Science-Fiction-Filme des Jahrzehnts. Obwohl das Ende die Erwartungen, die er durch die Anfangsszenen erregt, nicht erfüllt, schmälere dies nicht den Gesamteindruck oder die berauschende Faszination des Films.
Chris Cabin bewertet Eden Log auf filmcritic.com deutlich schlechter. Zwar würden die ersten 20 Minuten den Zuschauer in ihren Bann ziehen, jedoch seien die Herausforderungen, denen sich der Protagonist danach stellen müsste, eher für einen Videospielprogrammierer, als für einen jungen Filmmacher geeignet. Die schauspielerische Leistung des Hauptcharakters sei eine schlichte physische Anwesenheit, die nur aus Grummeln, Seufzern, Rennen und hin und wieder einem Kampf mit einem Monster bestehe. Für Tolbiac scheine nichts jemals auf dem Spiel zu stehen. Eine Kürzung um eine Stunde wäre, meint Cabin, „sehr viel gnädiger“ gewesen.